# محافظ چشم

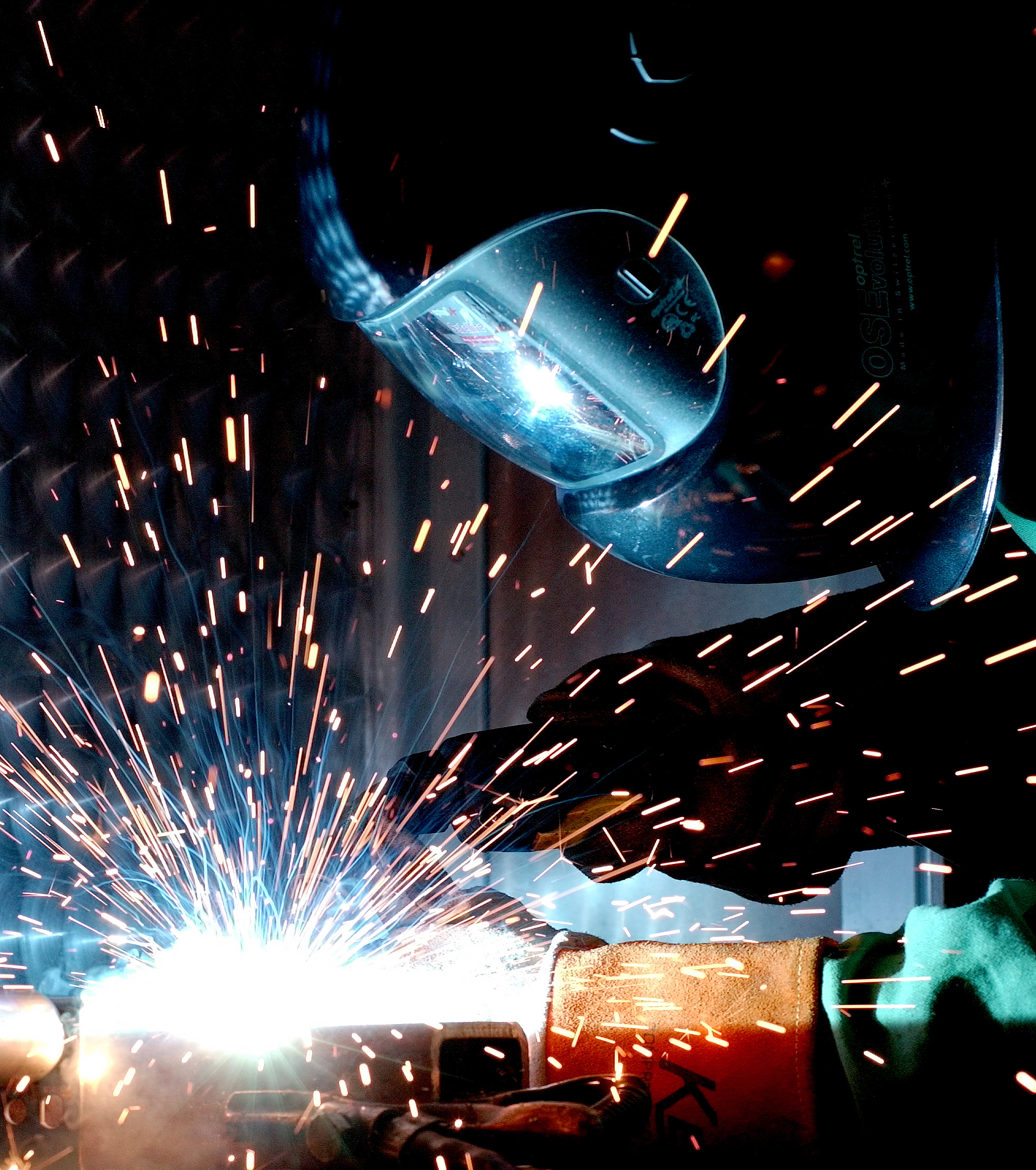
یک جوشکار در حال استفاده از ماسک جوشکاری. استفاده از محافظ چشم مناسب هنگام جوشکاری ممکن است منجر به نابینایی شود.

محافظ چشم (به انگلیسی: Eye protection)، وسیله‌ای محافظ برای چشم‌ها و گاهی صورت است که برای کاهش خطر آسیب‌دیدگی طراحی شده است. نمونه‌هایی از خطرهایی که نیاز به محافظ چشم دارند، عبارتند از: ضربه ناشی از ذرات یا واریزه، نور یا تشعشع، موج باد، گرما، پاشش آب دریا یا ضربه ناشی از نوعی توپ یا دیسک مورد استفاده در ورزش.
محافظ‌های چشم معمولاً بر اساس سبک استفاده از چشم و خطری که برای کاهش آن طراحی شده‌اند، به دسته‌هایی تقسیم می‌شوند. این دسته‌ها عبارتند از: عینک‌های آفتابی با محافظ کناری؛ عینک‌های ایمنی؛ کلاه ایمنی جوشکاری؛ محافظ دست جوشکاری؛ کلاه‌های ایمنی غیرسخت؛ محافظ صورت و ماسک‌های تنفسی صورت.

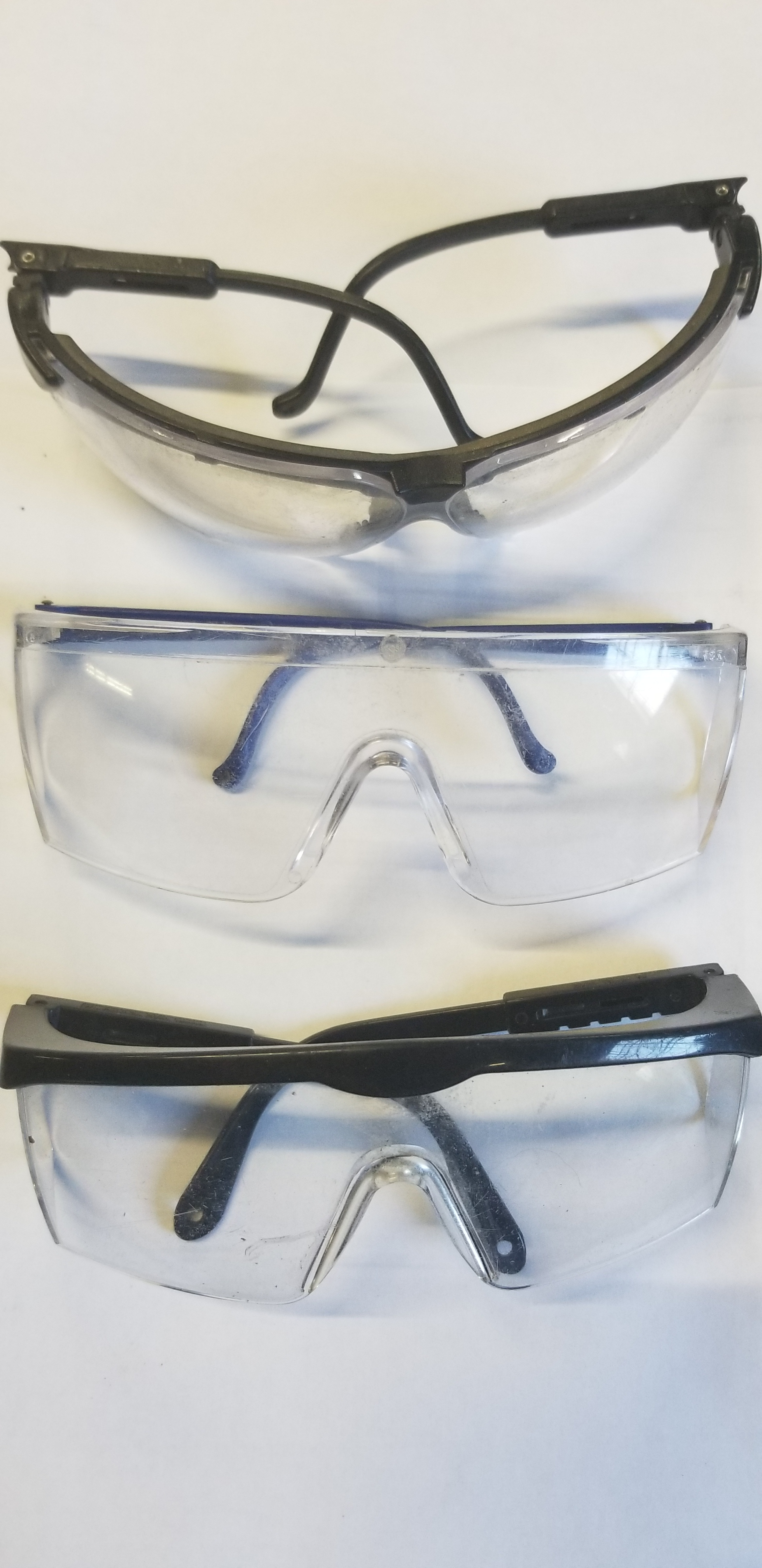
نمونه‌هایی از مدل‌های مختلف عینک ایمنی

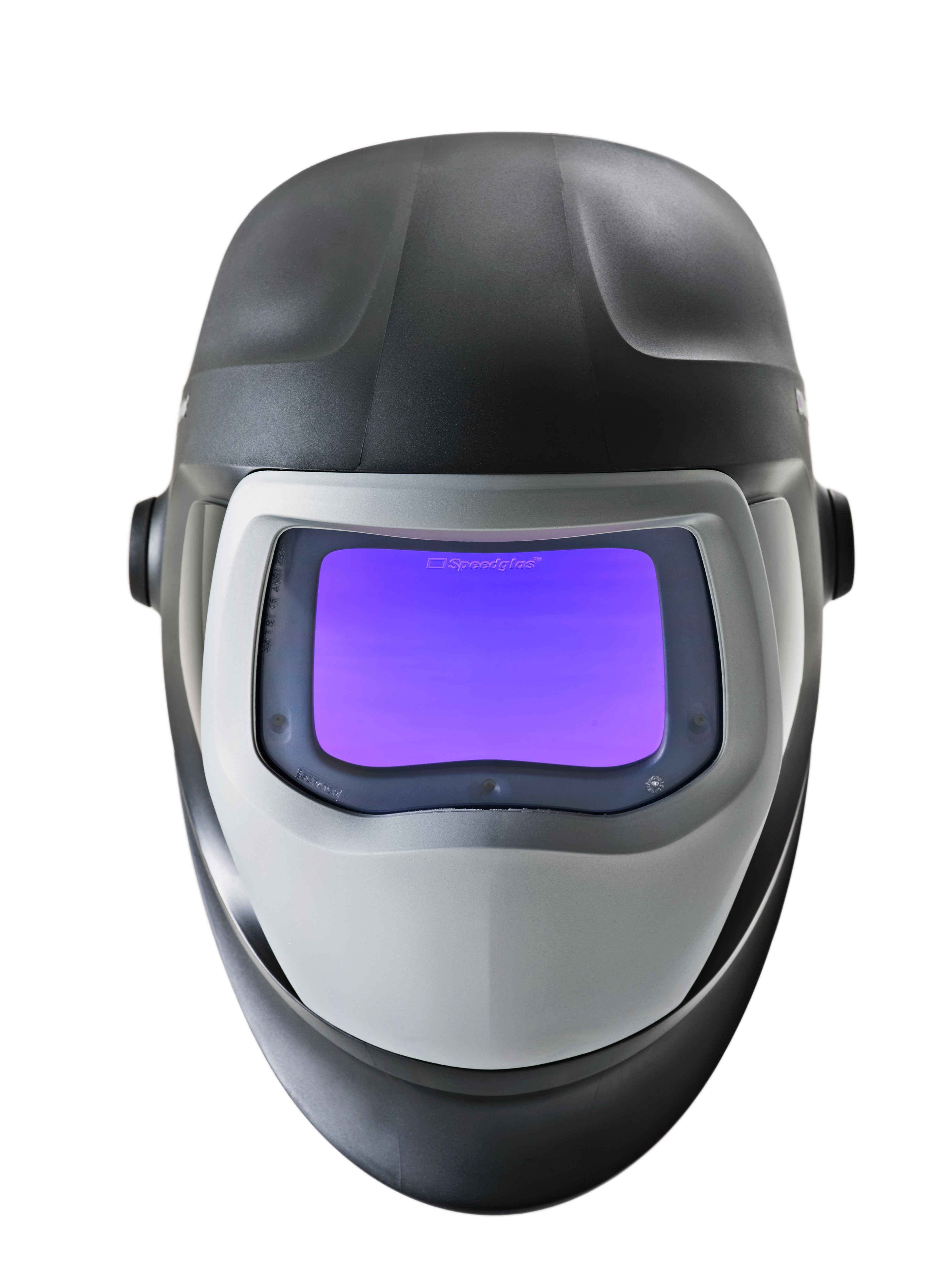
کلاه ایمنی اسپیدگلس.